# (196540) Weinbaum
(196540) Weinbaum ist ein Asteroid des mittleren Hauptgürtels, der am 31. Juli 2003 vom französischen Astronomen Bernard Christophe am Observatorium Saint-Sulpice (IAU-Code 947) in Saint-Sulpice, Kanton Noailles entdeckt wurde.
Die Umlaufbahn des Asteroiden um die Sonne hat mit 0,2684 eine hohe Exzentrizität.
(196540) Weinbaum wurde von Bernard Christophe nach dem US-amerikanischen Science-Fiction-Autor Stanley G. Weinbaum benannt. Christophe gibt in der Begründung zur Benennung Weinbaums Roman „Die schwarze Flamme“ (The Black Flame) als seinen Lieblingsroman Weinbaums an. Allgemeingültigkeit erhielt die Benennung des Asteroiden mit Veröffentlichung durch die Internationale Astronomische Union (IAU) am 27. Mai 2010. Schon 1973 war ein Marskrater nach Stanley G. Weinbaum benannt worden: Marskrater Weinbaum.